# Turn- und Sportverein München von 1860 2010-2011
Questa voce raccoglie le informazioni riguardanti il Turn- und Sportverein München von 1860 nelle competizioni ufficiali della stagione 2010-2011.

## Stagione
Questa stagione inizia abbastanza bene per i Leoni di Monaco, che però scivolano a metà classifica tra novembre e dicembre; alla fine conquistano il nono posto, mentre nella Coppa di Germania sono eliminati nel secondo turno dal Colonia.
Tuttavia durante la stagione si sono manifestati dei problemi economici, che sono stati risolti quando l'investitore giordano Hasan Abdullah Ismaik ha acquistato il 49% delle azioni del centocinquantenario club, il massimo consentito dalla legge, per diciotto milioni di euro.

## Rosa
| N. |                     | Ruolo | Calciatore            |
| -- | ------------------- | ----- | --------------------- |
| 40 | Germania (bandiera) | P     | Björn Bussmann        |
| 30 | Germania (bandiera) | P     | Vitus Eicher          |
| 1  | Ungheria (bandiera) | P     | Gábor Király          |
| 12 | Germania (bandiera) | P     | Philipp Tschauner     |
| 13 | Turchia (bandiera)  | D     | Necat Aygün           |
| 3  | Germania (bandiera) | D     | Stefan Bell           |
| 17 | Germania (bandiera) | D     | Stefan Buck           |
| 4  | Germania (bandiera) | D     | Kai Bülow             |
| 20 | Turchia (bandiera)  | D     | Tarık Çamdal          |
| 34 | Germania (bandiera) | D     | Daniel Hofstetter     |
| 36 | Germania (bandiera) | D     | Julian Ratei          |
| 2  | Serbia (bandiera)   | D     | Antonio Rukavina      |
| 26 | Germania (bandiera) | D     | Christopher Schindler |
| 23 | Germania (bandiera) | D     | Benjamin Schwarz      |

| N. |                               | Ruolo | Calciatore           |
| -- | ----------------------------- | ----- | -------------------- |
| 15 | Germania (bandiera)           | C     | Stefan Aigner        |
| 7  | Germania (bandiera)           | C     | Daniel Bierofka      |
| 28 | Germania (bandiera)           | C     | Daniel Halfar        |
| 8  | Serbia (bandiera)             | C     | Aleksandar Ignjovski |
| 24 | Romania (bandiera)            | C     | Florin Lovin         |
| 18 | Germania (bandiera)           | C     | Alexander Ludwig     |
| 37 | Rep. Centrafricana (bandiera) | C     | David Manga          |
| 16 | Germania (bandiera)           | C     | Dominik Stahl        |
| 11 | Germania (bandiera)           | A     | Benjamin Lauth       |
| 9  | Serbia (bandiera)             | A     | Đorđe Rakić          |
| 31 | Germania (bandiera)           | A     | Kevin Volland        |
| 14 | Stati Uniti (bandiera)        | A     | Bobby Wood           |
| 29 | Germania (bandiera)           | A     | Markus Ziereis       |

## Organigramma societario
Area direttiva
- Presidente:  Rainer Beeck[2]

Area tecnica
- Allenatore: Reiner Maurer
- Allenatore in seconda: Alexander Schmidt
- Preparatore dei portieri: Jürgen Wittmann
- Preparatori atletici:

## Risultati

### 2. Bundesliga

#### Girone di andata
| Arbitro: | Zwayer |

|                            |           |                     |
| Federico 13’ Jong 38’, 46’ | Marcatori | 23’ Rakić 59’ Lauth |

| Arbitro: | Fischer |

|                                  |           |            |
| Rakić 11’, 35’ (rig.) Ludwig 79’ | Marcatori | 28’ Hansen |

| Arbitro: | Schmidt |

|                 |           |           |
| Baljak 46’, 65’ | Marcatori | 25’ Lauth |

| Arbitro: | Ittrich |

|                  |           |                    |
| Lovin 45’ (aut.) | Marcatori | 49’ Rakić 52’ Buck |

| Monaco di Baviera 22 settembre 2010, ore 17:30 CEST 5ª giornata | Monaco 1860 | 0 – 0 referto | Erzgebirge Aue | Allianz Arena (17 600 spett.)\| Arbitro: \| Meyer \| |
| Arbitro:                                                        | Meyer       |               |                |                                                      |

| Arbitro: | Dingert |

|            |           |                     |
| Traoré 46’ | Marcatori | 38’ Aigner 71’ Bell |

| Arbitro: | Rafati |

|           |           |  |
| Lauth 68’ | Marcatori |  |

| Oberhausen 17 ottobre 2010, ore 13:30 CEST 8ª giornata | RW Oberhausen | 0 – 0 referto | Monaco 1860 | Niederrheinstadion (5 820 spett.)\| Arbitro: \| Metzen \| |
| Arbitro:                                               | Metzen        |               |             |                                                           |

| Monaco di Baviera 23 ottobre 2010, ore 13:00 CEST 9ª giornata | Monaco 1860 | 0 – 0 referto | Arminia Bielefeld | Allianz Arena (20 000 spett.)\| Arbitro: \| Willenborg \| |
| Arbitro:                                                      | Willenborg  |               |                   |                                                           |

| Arbitro: | Schößling |

|                         |           |                                    |
| Iashvili 58’ Müller 63’ | Marcatori | 40’, 60’ Lauth 55’ Bülow 80’ Stahl |

| Arbitro: | Thielert |

|                      |           |         |
| Ludwig 23’ Lauth 82’ | Marcatori | 8’ Auer |

| Cottbus 14 novembre 2010, ore 13:30 CET 12ª giornata | Energie Cottbus | 0 – 0 referto | Monaco 1860 | Stadion der Freundschaft (10 970 spett.)\| Arbitro: \| Fritz \| |
| Arbitro:                                             | Fritz           |               |             |                                                                 |

| Arbitro: | Fischer |

|                               |           |                            |
| Ludwig 30’ Bell 52’ Lauth 54’ | Marcatori | 24’, 58’ Mölders 72’ Çinaz |

| Arbitro: | Stieler |

|             |           |  |
| Onuegbu 27’ | Marcatori |  |

| Arbitro: | Rafati |

|           |           |  |
| Lauth 11’ | Marcatori |  |

| Arbitro: | Wingenbach |

|             |           |            |
| Buchner 61’ | Marcatori | 90’ Ludwig |

| Arbitro: | Metzen |

|  |           |                     |
|  | Marcatori | 22’ (rig.) Kapllani |

#### Girone di ritorno
| Arbitro: | Welz |

|           |           |                                          |
| Lauth 72’ | Marcatori | 45’ (rig.) Dedič 78’ Aydin 83’ Dabrowski |

| Arbitro: | Kinhöfer |

|  |           |             |
|  | Marcatori | 55’ Volland |

| Arbitro: | Schmidt |

|           |           |               |
| Lauth 42’ | Marcatori | 86’ Schäffler |

| Arbitro: | Gräfe |

|           |           |          |
| Bülow 13’ | Marcatori | 77’ Gaus |

| Arbitro: | Zwayer |

|          |           |  |
| Kern 90’ | Marcatori |  |

| Arbitro: | Schößling |

|  |           |                       |
|  | Marcatori | 12’ Thurk 61’ de Jong |

| Arbitro: | Stieler |

|  |           |             |
|  | Marcatori | 88’ Volland |

| Arbitro: | Siebert |

|           |           |            |
| Lauth 73’ | Marcatori | 85’ Gordon |

| Arbitro: | Wingenbach |

|  |           |                                      |
|  | Marcatori | 13’ Schindler 63’ Aigner 83’ Volland |

| Arbitro: | Osmers |

|                                                |           |              |
| Volland 8’, 68’ Bülow 21’ Halfar 35’ Lauth 77’ | Marcatori | 79’ Iashvili |

| Arbitro: | Schriever |

|                    |           |           |
| Höger 8’ Demai 79’ | Marcatori | 82’ Lauth |

| Arbitro: | Grudzinski |

|                                    |           |  |
| Stahl 2’ Aigner 35’, 65’ Lauth 84’ | Marcatori |  |

| Arbitro: | Siebert |

|                  |           |             |
| N'Diaye 59’, 68’ | Marcatori | 34’ Volland |

| Arbitro: | Kircher |

|                                 |           |  |
| Stahl 26’ Lauth 32’ (rig.), 82’ | Marcatori |  |

| Arbitro: | Steuer |

|                  |           |                    |
| Aygün 60’ (aut.) | Marcatori | 63’ Aygün 70’ Buck |

| Arbitro: | Bandurski |

|            |           |            |
| Halfar 31’ | Marcatori | 61’ Buddle |

| Arbitro: | Kempter |

|                              |           |                     |
| Kapllani 19’, 21’ Brandy 68’ | Marcatori | 44’ Aygün 74’ Rakić |

### Coppa di Germania
| Arbitro: | Thielert |

|            |           |                 |
| Bertels 8’ | Marcatori | 69’, 73’ Aigner |

| Arbitro: | Wingenbach |

|                                      |           |  |
| Lanig 58’ Novakovič 79’ Podolski 83’ | Marcatori |  |

## Statistiche

### Statistiche di squadra
| Competizione      | Punti | In casa | In casa | In casa | In casa | In casa | In casa | In trasferta | In trasferta | In trasferta | In trasferta | In trasferta | In trasferta | Totale | Totale | Totale | Totale | Totale | Totale | DR  |
| Competizione      | Punti | G       | V       | N       | P       | Gf      | Gs      | G            | V            | N            | P            | Gf           | Gs           | G      | V      | N      | P      | Gf     | Gs     | DR  |
| ----------------- | ----- | ------- | ------- | ------- | ------- | ------- | ------- | ------------ | ------------ | ------------ | ------------ | ------------ | ------------ | ------ | ------ | ------ | ------ | ------ | ------ | --- |
| 2. Bundesliga     | 52    | 17      | 7       | 7       | 3       | 27      | 16      | 17           | 7            | 3            | 7            | 23           | 20           | 34     | 14     | 10     | 10     | 50     | 36     | +14 |
| Coppa di Germania | -     | 0       | 0       | 0       | 0       | 0       | 0       | 2            | 1            | 0            | 1            | 2            | 4            | 2      | 1      | 0      | 1      | 2      | 4      | -2  |
| Totale            | -     | 17      | 7       | 7       | 3       | 27      | 16      | 19           | 8            | 3            | 8            | 25           | 24           | 36     | 15     | 10     | 11     | 52     | 40     | +12 |

### Andamento in campionato
| Giornata  | 1  | 2  | 3  | 4  | 5  | 6  | 7 | 8 | 9 | 10 | 11 | 12 | 13 | 14 | 15 | 16 | 17 | 18 | 19 | 20 | 21 | 22 | 23 | 24 | 25 | 26 | 27 | 28 | 29 | 30 | 31 | 32 | 33 | 34 |
| --------- | -- | -- | -- | -- | -- | -- | - | - | - | -- | -- | -- | -- | -- | -- | -- | -- | -- | -- | -- | -- | -- | -- | -- | -- | -- | -- | -- | -- | -- | -- | -- | -- | -- |
| Luogo     | T  | C  | T  | T  | C  | T  | C | T | C | T  | C  | T  | C  | T  | C  | T  | C  | C  | T  | C  | C  | T  | C  | T  | C  | T  | C  | T  | C  | T  | C  | T  | C  | T  |
| Risultato | P  | V  | P  | V  | N  | V  | V | N | N | V  | V  | N  | N  | P  | V  | N  | P  | P  | V  | N  | N  | P  | P  | V  | N  | V  | V  | P  | V  | P  | V  | V  | N  | P  |
| Posizione | 17 | 11 | 14 | 10 | 12 | 10 | 8 | 7 | 9 | 8  | 6  | 7  | 8  | 8  | 8  | 8  | 9  | 9  | 9  | 9  | 9  | 11 | 11 | 10 | 10 | 8  | 8  | 9  | 8  | 9  | 8  | 8  | 9  | 9  |

Legenda:

Luogo: C = Casa; T = Trasferta. Risultato: V = Vittoria; N = Pareggio; P = Sconfitta.

### Statistiche dei giocatori
| Giocatore       | 2. Bundesliga | 2. Bundesliga | 2. Bundesliga | 2. Bundesliga | Coppa di Germania | Coppa di Germania | Coppa di Germania | Coppa di Germania | Totale   | Totale | Totale      | Totale     |
| Giocatore       | Presenze      | Reti          | Ammonizioni   | Espulsioni    | Presenze          | Reti              | Ammonizioni       | Espulsioni        | Presenze | Reti   | Ammonizioni | Espulsioni |
| --------------- | ------------- | ------------- | ------------- | ------------- | ----------------- | ----------------- | ----------------- | ----------------- | -------- | ------ | ----------- | ---------- |
| B. Bussmann     | -             | -             | -             | -             | -                 | -                 | -                 | -                 | -        | -      | -           | -          |
| V. Eicher       | -             | -             | -             | -             | -                 | -                 | -                 | -                 | -        | -      | -           | -          |
| G. Király       | 33            | 0             | 1             | 0             | 2                 | 0                 | 0                 | 0                 | 35       | 0      | 1           | 0          |
| P. Tschauner    | 1             | 0             | 0             | 0             | -                 | -                 | -                 | -                 | 1        | 0      | 0           | 0          |
| N. Aygün        | 11            | 2             | 1             | 0             | -                 | -                 | -                 | -                 | 11       | 2      | 1           | 0          |
| S. Bell         | 24            | 2             | 5             | 0             | 1                 | 0                 | 0                 | 0                 | 25       | 2      | 5           | 0          |
| S. Buck         | 32            | 2             | 4             | 0             | 2                 | 0                 | 0                 | 0                 | 34       | 2      | 4           | 0          |
| K. Bülow        | 29            | 3             | 3             | 1             | 2                 | 0                 | 0                 | 0                 | 31       | 3      | 3           | 1          |
| T. Çamdal       | 9             | 0             | 1             | 0             | -                 | -                 | -                 | -                 | 9        | 0      | 1           | 0          |
| D. Hofstetter   | -             | -             | -             | -             | -                 | -                 | -                 | -                 | -        | -      | -           | -          |
| J. Ratei        | -             | -             | -             | -             | -                 | -                 | -                 | -                 | -        | -      | -           | -          |
| A. Rukavina     | 34            | 0             | 3             | 0             | 2                 | 0                 | 0                 | 0                 | 36       | 0      | 3           | 0          |
| C. Schindler    | 16            | 1             | 1             | 1             | -                 | -                 | -                 | -                 | 16       | 1      | 1           | 1          |
| B. Schwarz      | 6             | 0             | 1             | 0             | -                 | -                 | -                 | -                 | 6        | 0      | 1           | 0          |
| S. Aigner       | 27            | 4             | 4             | 0             | 1                 | 2                 | 1                 | 0                 | 28       | 6      | 5           | 0          |
| D. Bierofka     | 25            | 0             | 7             | 0             | 2                 | 0                 | 0                 | 0                 | 27       | 0      | 7           | 0          |
| D. Halfar       | 23            | 2             | 3             | 0             | 1                 | 0                 | 0                 | 0                 | 24       | 2      | 3           | 0          |
| A. Ignjovski    | 23            | 0             | 4             | 1             | 2                 | 0                 | 0                 | 0                 | 25       | 0      | 4           | 1          |
| F. Lovin        | 17            | 0             | 3             | 0             | 2                 | 0                 | 1                 | 0                 | 19       | 0      | 4           | 0          |
| A. Ludwig       | 19            | 4             | 6             | 0             | 1                 | 0                 | 0                 | 0                 | 20       | 4      | 6           | 0          |
| D. Manga        | -             | -             | -             | -             | -                 | -                 | -                 | -                 | -        | -      | -           | -          |
| D. Stahl        | 22            | 3             | 2             | 0             | -                 | -                 | -                 | -                 | 22       | 3      | 2           | 0          |
| B. Lauth        | 33            | 16            | 6             | 0             | 2                 | 0                 | 1                 | 0                 | 35       | 16     | 7           | 0          |
| Đ. Rakić        | 27            | 5             | 5             | 0             | 2                 | 0                 | 0                 | 0                 | 29       | 5      | 5           | 0          |
| K. Volland      | 24            | 6             | 3             | 0             | 1                 | 0                 | 0                 | 0                 | 25       | 6      | 3           | 0          |
| B. Wood         | 5             | 0             | 0             | 0             | -                 | -                 | -                 | -                 | 5        | 0      | 0           | 0          |
| M. Ziereis      | -             | -             | -             | -             | -                 | -                 | -                 | -                 | -        | -      | -           | -          |
| J. Barros       | 1             | 0             | 0             | 0             | -                 | -                 | -                 | -                 | 1        | 0      | 0           | 0          |
| E. Biancucchi   | 2             | 0             | 0             | 0             | -                 | -                 | -                 | -                 | 2        | 0      | 0           | 0          |
| K. Cooper       | 1             | 0             | 0             | 0             | -                 | -                 | -                 | -                 | 1        | 0      | 0           | 0          |
| M. Ghvinianidze | 7             | 0             | 1             | 0             | 1                 | 0                 | 0                 | 0                 | 8        | 0      | 1           | 0          |
| S. Kaiser       | 1             | 0             | 0             | 0             | 1                 | 0                 | 0                 | 0                 | 2        | 0      | 0           | 0          |
| M. Leitner      | 16            | 0             | 3             | 0             | 2                 | 0                 | 0                 | 0                 | 18       | 0      | 3           | 0          |
| S. Nsereko      | 2             | 0             | 0             | 0             | 1                 | 0                 | 0                 | 0                 | 3        | 0      | 0           | 0          |
| E. Uzoma        | 2             | 0             | 1             | 0             | -                 | -                 | -                 | -                 | 2        | 0      | 1           | 0          |